# Membranipora paulensis
Membranipora paulensis är en mossdjursart som först beskrevs av Ernst Marcus 1937.  Membranipora paulensis ingår i släktet Membranipora och familjen Membraniporidae. Inga underarter finns listade i Catalogue of Life.